# 江戸四大飢饉
江戸四大飢饉（えどしだいききん、えどよんだいききん）とは、江戸時代に起きた長期にわたる冷害・旱魃・水害などの異常気象や害虫の異常発生、病害、火山噴火などでの凶作の連続による飢饉の内、最も被害の甚大であったものをいう。

## 一覧
「江戸時代の四大飢饉」として知られる飢饉は、多くの場合、以下の4つをさす。
| 名称         | 時期                                    | 被害の中心地                                           | 当時の将軍        | 原因                                                                     |
| ------------ | --------------------------------------- | ------------------------------------------------------ | ----------------- | ------------------------------------------------------------------------ |
| 寛永の大飢饉 | 寛永19年（1642年） - 寛永20年（1643年） | 全国（特に東日本日本海側の被害が大）                   | 徳川家光          | 全国的な異常気象（大雨、洪水、旱魃、霜、虫害）                           |
| 享保の大飢饉 | 享保17年（1732年）                      | 中国・四国・九州地方の西日本各地、特に瀬戸内海沿岸一帯 | 徳川吉宗          | 冷夏と虫害                                                               |
| 天明の大飢饉 | 天明2年（1782年） - 天明7年（1787年）   | 全国（特に東北地方）                                   | 徳川家治          | 火山噴火とエルニーニョ現象による冷害                                     |
| 天保の大飢饉 | 天保4年（1833年） - 天保10年（1839年）  | 全国（特に東北、陸奥国・出羽国）                       | 徳川家斉 徳川家慶 | 大雨、洪水と、それに伴う冷夏（稲刈りの時期に雪が降ったという記録がある） |

寛永の大飢饉を除いて江戸三大飢饉と呼ばれる場合も多い。寛永の飢饉に加え、元和5年（1619年）、延宝3年（1675年）、延宝8年（1680年）の飢饉は、17世紀の飢饉としては比較的被害が大きく、近世前期における飢饉として知られる。
四大飢饉のうち、最大規模の飢饉は「天明の大飢饉」である。その他、元禄の飢饉（元禄年間、1691年 - 1695年）、宝暦の飢饉（宝暦年間、1753年 - 1757年）なども東北地方などを中心に被害をもたらした。ことに宝暦の飢饉の被害は甚大であった。また、延宝の飢饉（延宝年間、1674年 - 1675年）、天和の飢饉（天和年間、1682年 - 1683年）も被害が大きかったという。

## 飢饉への備え
享保・天明・天保の三大飢饉について、尾張藩の藩士だった名古屋の画家・小田切春江は、1885年（明治18年）に『凶荒図録』を編集、発行した。同著では、諸書を引用しながら平易な文章で被害の惨状と逸話を絵入りで紹介し、あわせて飢饉に対する日頃の心得を説いている。挿絵を担当したのは名古屋の木村金秋である。